# Saccodon
Saccodon – rodzaj słodkowodnych ryb kąsaczokształtnych z rodziny Parodontidae.

## Występowanie
Ameryka Południowa (Ekwador, Kolumbia, Panama i Peru).

## Klasyfikacja
Gatunki zaliczane do tego rodzaju:
- Saccodon dariensis
- Saccodon terminalis
- Saccodon wagneri

Gatunkiem typowym jest Saccodon wagneri.